# Chất ức chế ribonuclease
Chất ức chế ribonuclease (Ribonuclease inhibitor, RI) là một protein có cấu trúc leucine-rich repeat (tạm dịch là: lặp nhiều leucine). Protein này có kích thước lớn (~ 450 amino acid, ~ 49 kDa), có tính axit (pI ~ 4,7). Protein này tạo phức cực kỳ chặt chẽ với một số ribonuclease. Đây là một loại protein chính của tế bào, chiếm ~ 0,1% trọng lượng của tất cả protein tế bào, đóng vai trò quan trọng trong việc điều hòa thời gian sống của RNA.
RI có hàm lượng cysteine cao (~ 6,5% so với 1,7% ở các protein điển hình) và nhạy cảm với quá trình oxy hóa. RI cũng giàu leucine (21,5% so với 9% trong các protein điển hình) và có tỷ lệ thấp các amino acid kỵ nước như valine, isoleucine, methionine, tyrosine và phenylalanine.

## Cấu trúc

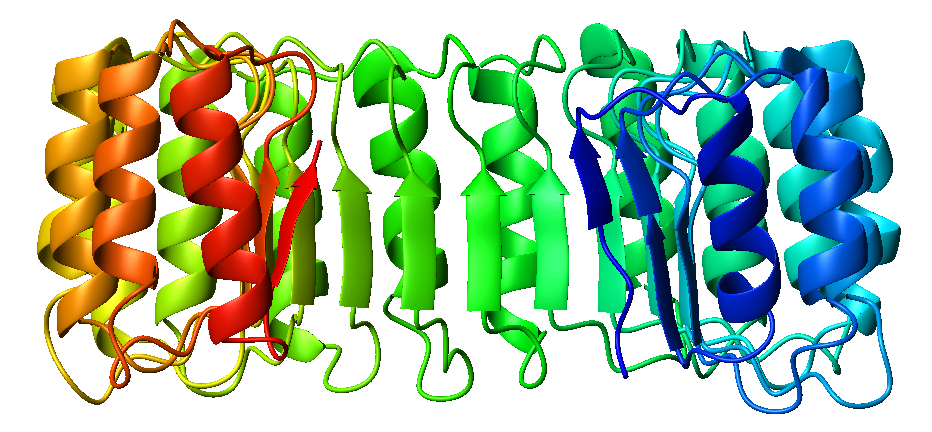
Sơ đồ dạng ruy băng chất ức chế ribonuclease ở lợn; màu xanh lam (đầu N), màu đỏ (đầu C).

Chất ức chế ribonuclease (RI) là protein dạng leucine-rich repeat (tạm dịch là: lặp nhiều leucine) cổ điển, gồm các xoắn α và gấp nếp β xen kẽ dọc theo trục. Các yếu tố cấu trúc thứ cấp này quấn quanh, chiều bên phải trông giống như móng ngựa. Gấp nếp β và xoắn α song song lần lượt tạo thành thành trong và thành ngoài của móng ngựa. Asparagine giúp ổn định cấu trúc  khi mạch chuyển từ chuỗi xoắn α sang chuỗi gấp nếp β, amino acid này phân bố ở mỗi chỗ gập. Các đoạn lặp αβ kế tiếp nhau có độ dài từ 28 đến 29 amino acid, tạo thành một đơn vị gồm 57 amino acid tương ứng với cấu trúc di truyền của nó (mỗi exon mã hóa cho một đơn vị gồm 57 amino acid).

## Liên kết với ribonuclease

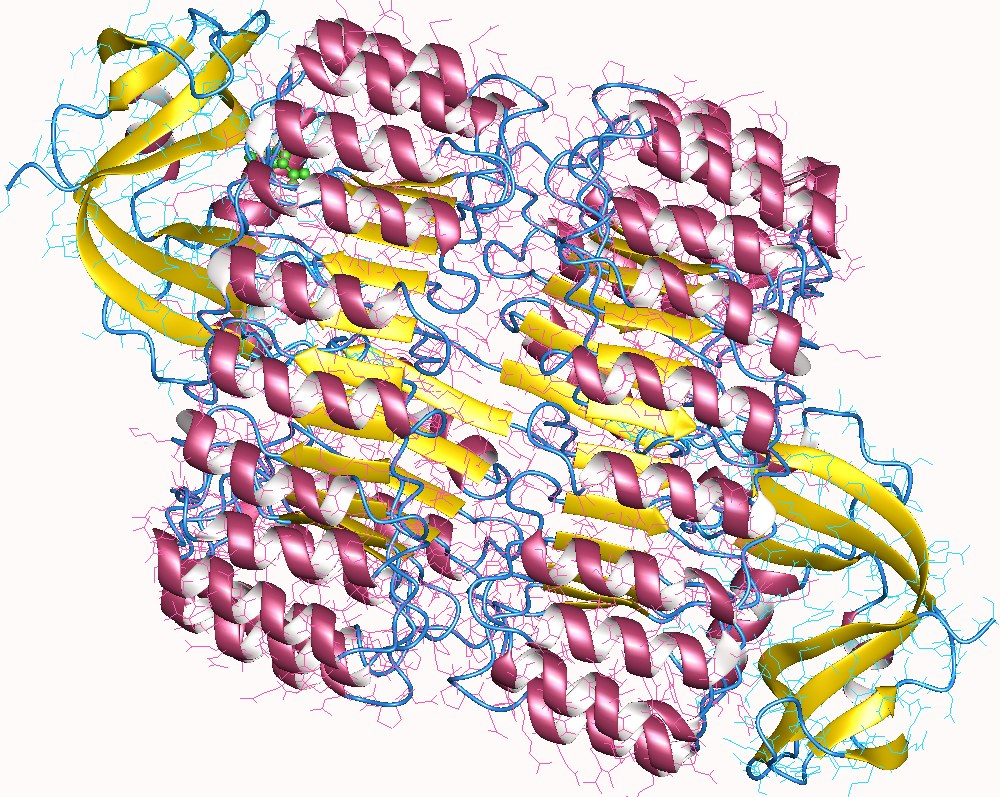
Ribonuclease I (màu vàng) và chất ức chế (chuỗi xoắn màu hồng) heterotetramer phức tạp, Người.

Ái lực của chất ức chế ribonuclease đối với ribonuclease là một trong những tương tác mạnh nhất trong tương tác protein-protein. Mặc dù có ái lực cao này, RI có thể liên kết nhiều loại RNases A nhưng khả năng bắt cặp trình tự tương đối thấp. Cả hai nghiên cứu hóa sinh và cấu trúc tinh thể của phức hợp RI-RNase A đều cho thấy rằng tương tác bị chi phối chủ yếu bởi tương tác tĩnh điện, tiếp đến sau đó là diện tích bề mặt. Ái lực của RI đối với ribonuclease là vô cùng quan trọng, vì nhiều ribonuclease có tác dụng gây độc tế bào (cytotoxic) và kìm tế bào (cytostasis) tương quan tốt với khả năng liên kết RI.
Chất ức chế ribonuclease ở động vật có vú không thể tạo liên kết với một số thành viên họ ribonuclease tụy không cùng loài. Đặc biệt, RNase của động vật lưỡng cư (chẳng hạn như ranpirnase và amphinase của ếch Rana pipiens) có khả năng lẩn tránh khỏi chất ức chế ribonuclease của động vật có vú. RNase của các loài này có khả năng gây độ tế bào, ứng dụng trong việc tiêu diệt các tế bào ung thư.